# ونزن کن سن کارلو
ونزن کن سن کارلو (به ایتالیایی: Vanzone con San Carlo) یک کومونه در ایتالیا است که در استان وربانو-کوزیو-اوسولا واقع شده‌است.

## خصوصیات
ونزن کن سن کارلو ۱۶٫۲ کیلومترمربع مساحت و ۴۸۲ نفر جمعیت دارد و ۶۷۷ متر بالاتر از سطح دریا واقع شده‌است.